# تاریخ کلیسایی کلیسای کاتولیک
تاریخ کلیسایی کلیسای کاتولیک (انگلیسی: Ecclesiastical history of the Catholic Church) به تاریخ کلیسای کاتولیک به عنوان نهادی اشاره دارد که از منظری خاص نوشته شده‌است. یک رویکرد سنتی برای چنین تاریخ‌نگاری وجود دارد. نقطه شروع به‌طور کلی شناسایی شده یوسیبوس قیصریه و اثر او تاریخ کلیسا (یوسبیوس) است.
از آنجایی که هیچ فرضی وجود ندارد که مورخان معاصر کلیسای کاتولیک که کاتولیک نیز هستند این دیدگاه را اتخاذ کنند، این «رویکرد سنتی» فصلی از تاریخ نگاری است که هنوز بسته نشده‌است، اما در حوزه معینی کاربرد دارد که در تاریخ دانشگاهی قرن ۲۰ و ۲۱ مرکزی نیست.

## مورخان
مردمانی که مسیحیت برای اولین بار در میان آنها گسترش یافت، دارای تمدن بسیار پیشرفته و ادبیاتی غنی از آثار تاریخی بودند. تواریخ در قرن سوم توسط Julius Africanus و هیپولیتس رم گردآوری شد که بخش‌هایی از آن باقی مانده‌است. تنها در طول قرن چهارم است که تاریخ کلیسایی، به اصطلاح درست، ظاهر می‌شود.

### مورخان کلیسا در دوره اول
یوسیبوس قیصریه، اسقف قیصریه در فلسطین (متوفی ۳۴۰) به عنوان «پدر تاریخ کلیسا» نامگذاری شده‌است و یک «تواریخ» نوشته‌استهمان‌طور تاریخ کلیسا (یوسبیوس). «تاریخ کلیسا» نتیجه ای از «تواریخ» بود، و اولین بار در نه کتاب ظاهر شد. زمان از مرگ مسیح تا پیروزی کنستانتین بزرگ و لیسینیوس (۳۱۲ و ۳۱۳) را پوشش می‌دهد. یوسبیوس پس از آن کتاب دهمی را اضافه کرد که این روایت را به پیروزی کنستانتین بر لیسینیوس (۳۲۳) رساند. او در پی آن بود که احساسات مسیحی کنستانتین نوکیش امپراتوری و خدمات او به کلیسای مسیحی را در بهترین حالت بیان کند و به دلیل جانبداری او نسبت به کنستانتین و تسکین خطاهای او مورد انتقاد قرار گرفته‌است. رساله تاریخی مختصری ازیوسبیوس به نام «دربارهٔ شهدای فلسطین» نیز به چاپ رسیده‌است. حفظ شده‌است.
این مورخ بزرگ مسیحی در نیمه اول قرن پنجم چندین مقلد پیدا کرد، اما آثار آنها تا حدی باقی مانده‌است. اصل دو روایت عمومی اول تاریخ کلیسا پس از اوسبیوس، یعنی «تاریخ مسیحی» پیشگو فیلیپ ساید و «تاریخ کلیسا» آریانیسم فیلوستورگیوس از بین رفته‌است. سه تاریخ کلیسایی اولیه دیگر که در مورد این دوره نوشته شده‌است نیز از بین رفته‌است، از پیشگو هسیخیوس اورشلیم (متوفی ۴۳۳)، آپولیناری تیموته بریتوس و سابینوس هراکلیا.
تقریباً در اواسط قرن پنجم، «تاریخ کلیسایی»یوسبیوس توسط سه نویسنده به‌طور همزمان ادامه یافت. هر سه ادامه به دست ما رسیده‌است. اولی توسط سقراط بیزانسی، مدافع (scholasticus) قسطنطنیه، که در «تاریخ کلیسا» خود، که او به صراحت (I, 1) آن را ادامه کاریوسبیوس می‌نامد، در هفت کتاب دوره ۳۰۵ (برکناری دیوکلتیان) تا ۴۳۹ را شرح می‌دهد. صادق است، در استفاده از منابع خود تیزهوشی انتقادی نشان می‌دهد و سبکی روشن و ساده دارد. پس از او، و مکرراً از تاریخ او استفاده می‌کند، سوزومن (یا سوزومن)، همچنین مدافعی در قسطنطنیه می‌آید که «تاریخ کلیسا» او در نه کتاب، دوره‌ای از ۳۲۴ تا ۴۲۵ را شامل می‌شود. از هر دوی این نویسندگان تئودورت، اسقف کوروش (متوفی حدود ۴۵۸) پیشی گرفته‌است، که در «تاریخ کلیسا» خود، ادامه کاریوسبیوس، در پنج کتاب دوره از آغاز آریانیسم (۳۲۰) تا آغاز نستوری گرفتاری (۴۲۸). او علاوه بر نوشته‌های پیشینیان سقراط بیزانسی و سوزومن، از نوشته‌های محقق لاتین روفینوس نیز استفاده کرد و اسناد بسیاری را در روایت خود گنجاند. تئودورت همچنین «تاریخ راهبان»، که در آن زندگی سی زاهد معروف را بیان می‌کند. مشرق. مانند "تاریخ پدران مقدس" یا "Historia Lausiaca"، به این نام از یکی Lausus که کتاب توسط Palladius، نوشته شده در حدود ۴۲۰، این اثر تئودورت یکی از منابع اصلی تاریخ رهبانیت شرقی است. تئودورت همچنین «مجموعه ای از باطل‌های بدعتی» را منتشر کرد، یعنی تاریخ کوتاهی از بدعت‌ها با رد هر کدام. همراه با Panarion مشابه Epiphanius, مطالبی را در مورد بدعت‌های اولیه ارائه می‌دهد.